# Wajima

Wajima (輪島市 Wajima-shi?) este un municipiu din Japonia, prefectura Ishikawa.